# Itame lapidata
Itame lapidata är en fjärilsart som beskrevs av W. Warren 1905. Itame lapidata ingår i släktet Itame och familjen mätare. Inga underarter finns listade i Catalogue of Life.